# Potiatuca ingridae
Potiatuca ingridae là một loài bọ cánh cứng trong họ Cerambycidae.